# Hebeberg (Altstadt-Hachenburg)
Der Hebeberg ist eine 379,3 m ü. NHN hohe Erhebung im Gemeindegebiet von Hachenburg im Westerwaldkreis, Rheinland-Pfalz, Deutschland.

## Geographische Lage
Der Hebeberg befindet sich am südwestlichen Stadtrand von Hachenburg. 
Die B 413 führt westlich in Nordost-Südwest-Richtung unmittelbar am Hebeberg vorbei. Ein Wirtschafts- und Wanderweg führt hinauf. 

## Bergkreuz
Auf der Kuppe des Hebebergs wurde 1998 ein Bergkreuz errichtet. Von hier hat man einen Panoramablick über die Stadt Hachenburg sowie den Stadtteil Altstadt. 